# دهنه زنجان
دهنه زنجان یک روستا در ایران است که در دهستان دستجرده واقع شده‌است. دهنه زنجان ۶۸۵ نفر جمعیت دارد.